# Korsun (Ukraine)
Korsun (ukrainisch und russisch Корсунь) ist eine Siedlung städtischen Typs in der Oblast Donezk im Osten der Ukraine mit etwa 2600 Einwohnern (2019).
Die Siedlung liegt im Donezbecken am Ufer des Korsun, einem 25 km langen Nebenfluss der Krynka. Im Norden der Ortschaft verläuft die Fernstraße M 04/E 50. Die 1938 gegründete Ortschaft besaß 1959 6453 Einwohner und 1970 noch 3909 Einwohner. Seit 2014 befindet sich die Ortschaft unter der Kontrolle der selbsternannten Volksrepublik Donezk.
Korsun gehört administrativ zum Stadtkreis der 5 km östlich liegenden Stadt Jenakijewe und ist selbst das administrative Zentrum der gleichnamigen Siedlungsratsgemeinde, zu der noch die Dörfer Werchnja Krynka (ukrainisch Верхня Кринка), Petriwske (ukrainisch Петрівське), Puteprowid (ukrainisch Путепровід) und Schewtschenko (ukrainisch Шевченко) sowie die Ansiedlung Schtschebenka (ukrainisch Щебенка) gehören.